# Christopher Marlowe
Christopher Marlowe (ochrzczony 26 lutego 1564 w Canterbury, zm. 30 maja 1593 w Deptford pod Londynem) – angielski dramatopisarz i poeta okresu elżbietańskiego.

## Życiorys
Syn szewca z Canterbury Johna Marlowe’a. Ukończył szkołę średnią, King’s College, po czym w 1582 roku podjął studia w Corpus Christi College na Uniwersytecie Cambridge. Prowadził bardzo rozwichrzony i anarchiczny tryb życia, zaniedbując zajęcia uniwersyteckie. Był także zdeklarowanym ateistą. W 1587 roku zjawił się w Londynie ze swą pierwszą sztuką The Tragedy of Dido, Queen of Carthage (Tragedią Dydony, królowej Kartaginy) oraz szkicem pierwszej części Tamerlana Wielkiego.
Zginął w karczmie w Deptford od ciosu nożem podczas bójki.
Nadano mu przydomek „ojca angielskiej tragedii”, między innymi z powodu wprowadzenia wiersza białego do elżbietańskiego dramatu.
Marlowe był również tłumaczem. Znane są jego tłumaczenia poezji Owidiusza i Lukana.

## Twórczość
Do najważniejszych dramatów Marlowe’a należą:
- Tamerlan Wielki (Tamburlaine the Great, 1587) – tragedia ta, uważana za pierwsze dzieło złotego wieku literatury elżbietańskiej, obraca się wokół ulubionego motywu Marlowe’a – ambicji. Główną postacią jest czarny charakter opętany ideą politycznej władzy i bezkompromisowo do niej dążący[3].
- Tragiczne dzieje doktora Fausta (The Tragical History of Doctor Faustus, 1588) – tragedia również poruszająca temat ambicji. Tym razem chodzi o wyzwanie intelektualne; sztuka nawiązuje do średniowiecznych legend o poszukiwaniu źródeł nieskończonej mądrości i wiedzy. Elementy takie jak czarna magia, pakty z diabłem, i inne sztuka czerpie z tradycji moralitetu[3].
- Żyd z Malty (The Jew of Malta, 1592) – tragedia zemsty o pokrzywdzonym przez chrześcijan żydzie. Podobnie jak w przypadku dwóch ww. tragedii, także i w Żydzie... prezentuje Marlowe postać silnego czarnego bohatera[3].
- Edward II (Edward II, 1593) – sztuka historyczna, uważana za nawet lepiej skonstruowaną, niż ww. tragedie. Edward II oparty jest w dużym stopniu na dialogu, co owocuje większym zróżnicowaniem i wzbogaceniem postaci. Sztuka otwarcie porusza temat homoseksualizmu (motyw ten obecny jest również w poezji Marlowe’a).

Christopher Marlowe był rówieśnikiem i inspiracją dla Williama Szekspira. Oprócz dramatów napisał też poemat Hero and Leander (1593, druk 1598) oraz Lucan's First Book Translated Line for Line (Pierwszą księgę Lukana, przełożoną wers po wersie, 1593)

## Teoria Calvina Hoffmana
Istnieje teoria, przez większość szekspirologów uważana za klasyczną teorię spiskową, jakoby to Marlowe był w istocie autorem dzieł przypisywanych Szekspirowi. W roku 1955 Calvin Hoffman wydał książkę The Murder of the Man who was Shakespeare, w której próbuje udowodnić tę tezę przy pomocy przykładów z życia i twórczości obu poetów. Pozornie podstawowym problemem jest fakt, że Marlowe zginął w pojedynku rok przed ukazaniem się pierwszych dzieł Szekspira, jednak właśnie to stanowi kamień węgielny teorii Hoffmana.
W dniu, gdy zginął podczas awantury w karczmie, minęło właśnie dziesięć dni od pierwszego przesłuchania Marlowe’a podejrzanego o herezję i bluźnierstwa. Kara śmierci była wysoce prawdopodobna. W bójce uczestniczyli m.in. służący Lorda Thomasa Walsinghama, protektora i – prawdopodobnie – kochanka Marlowe’a. To właśnie on mógł chcieć upozorować tę śmierć by uratować poetę. Nie bez znaczenia pozostaje tu fakt, że kuzyn Walsinghama, Lord Francis Walsingham, organizował siatkę szpiegowską na dworze Elżbiety I, a wszyscy biorący udział we wspomnianej awanturze byli z ową siatką powiązani.
Sonety Szekspira zadedykowane są jakiemuś tajemniczemu „panu W.H.”. Hoffman twierdzi, że oczywiście chodzi tu o Lorda Walsinghama, gdyż w czasach elżbietańskich nazwiska często zapisywano oddzielając ich logiczne składowe („Walsing-Ham”, „Shake-Spear” itp).
Za teorią Hoffmana przemawia, oprócz kontrowersyjnych podobieństw metaforyki (mogących być zwykłym plagiatorstwem ze strony Szekspira), komputerowo analizowana długość słów w utworach (w obu wypadkach wynosi 4,2 litery w słowie). Również w trakcie tzw. badań stylometrycznych (częstotliwość występowania i otoczenie przypadkowych słów w tekście) komputer „wskazał” na dzieła Marlowe’a i Szekspira jako pisane tą samą ręką.
Krytycy teorii Hoffmana wskazują na różnice stylistyczne i tematyczne dramatów obu autorów, mistrzostwo Szekspira w przedstawianiu złożoności charakteru oraz liczne elementy komediowe.
W roku 2001 Michael Rubbo nakręcił film Much Ado About Something (Wiele hałasu o Coś, nawiązuje do tytułu jednego z dramatów Szekspira), gdzie analizuje prawdopodobieństwo teorii Hoffmana.

## W literaturze
Christopher Marlowe stał się bohaterem dzieł literackich. Amerykańska poetka i dramatopisarka Josephine Preston Peabody napisała tragedię Marlowe (1901), a brytyjski pisarz Anthony Burgess poświęcił dramaturgowi powieść Śmierć w Deptford (1993).

## Przekłady polskie
Dramaty Christophera Marlowe’a tłumaczyli Jan Kasprowicz, Jerzy S. Sito i Juliusz Kydryński.
Zobacz: Dramat elżbietański, Wyboru dokonała Irena Lasoniowa. Przedmową opatrzyła Anna Staniewska, Warszawa 1989